# Jack Hylton
Pour les articles homonymes, voir Hylton.
Le groupe de Jack Hylton (2 juillet 1892 à Bolton - 29 janvier 1965) fut célèbre dans toute l'Europe au moment de l'entre-deux guerres. La fantaisie des musiciens  (bien que moins débridée que celle des Comedian harmonists allemands), le rythme des chansons (beaucoup de fox-trots) et leur inventivité, ainsi que leurs très nombreuses tournées sur le continent, y furent pour beaucoup. La vaste production musicale du groupe, malgré ses remaniements incessants, aussi.
Maurice Chevalier chanta un pot-pourri de ses succès accompagné par ce groupe, le temps d'un enregistrement, le 28 novembre 1930.
Le groupe eut plusieurs chanteurs, dont le plus célèbre fut J. Pat O'Malley. Celui-ci mena en parallèle une carrière solo, interprétant plus de 400 chansons en tout, et quelques autres prestations : Mary Poppins, La Quatrième Dimension (Souvenir d'enfance, Le Fugitif, etc.).
Son style joyeux inspira largement en France celui de l'orchestre de Ray Ventura.

## Quelque jalons
Le nom Jack Hylton & His Orchestra apparaît officiellement en 1921, mais on retrouve avant cette date des enregistrements d'un Queen's Dance Orchestra précisant « Directed by Jack Hylton ».
En 1925, le groupe connaît un grand succès à Londres où il se produit au Piccadilly, au Kit-Kat Club et pendant trente-six semaines à l'Alhambra.
En 1929, il se produit 700 fois (!), parcourt en tournée 100 000 kilomètres et vend un disque toutes les sept minutes (3 180 000 dans l'année).
En 1930, Jack Hylton reçoit du gouvernement français la décoration d'Officier de L'Instruction Publique.
En 1935, le groupe tourne dans un film dont il est le héros, She Shall Have Music.
En 1940, à la suite de la mobilisation de sept de ses principaux membres, il met fin à ses activités.

## Accessibilité des œuvres
Rares sont, ou plutôt étaient, les greniers européens ne possédant pas dans leurs piles de 78 tours quelques disques de Jack Hylton. Cependant, tandis que les enregistrements de jazz « noble » ou même de variétés inspirées du jazz, comme les œuvres de Glenn Miller, étaient pieusement recueillies en compilations, beaucoup d'œuvres de Jack Hylton se perdirent dans la nature, brisées lors de déménagements ou jetées avec les effets personnels de personnes âgées décédées. Quelques succès, comme Stormy weather ou Try a little tenderness ont néanmoins survécu.
Quelques admirateurs ne voulant pas que ce patrimoine soit perdu essaient de sauver ce qui peut l'être et de le mettre, avec l'accord des ayants droit, en ligne gratuitement sur le Net. L'adresse du site est donnée en fin d'article à titre de curiosité.
Outre Stormy weather, on pourra y apprécier Button up your overcoat. D'autres titres célèbres comme Bogey Wail ou Sarita n'ont pas toujours été retrouvés dans un état de conservation acceptable, les aiguilles métalliques usant sérieusement les 78 tours après quelques centaines de passages. Une version illustrée de Bogey Wail se trouve cependant sur YouTube, ainsi que quelques séquences du groupe. On peut aussi explorer quelques lieux de partage vidéo similaires.
Plusieurs de ses enregistrements ont été cependant remasterisés et sont en 2015 disponibles sur des serveurs musicaux comme Spotify. Pete Faint, créateur du site Jack Hylton Official avec l'agrément des ayants droit a réalisé en 1967 un documentaire d'hommage qu'il laisse à disposition de tous sur YouTube.